# اوتیسف ۵۹۴۴
سیارک ۵۹۴۴ (به انگلیسی: 5944 Utesov، نامگذاری:1984JA2) پنج هزار و نهصد و چهل و چهارمین سیارک کشف شده‌است که در ۲ مه ۱۹۸۴ کشف شد.
قدر مطلق سیارک برابر ۱۲٫۲۰ است.